# Вахренки
 Вахренки — деревня в Кировской области. Входит в состав муниципального образования «Город Киров»

## География
Расположена на расстоянии примерно 13 км по прямой на юг-юго-запад от железнодорожного вокзала станции Киров.

## История
Известна с 1662 года как Починок Жданка Горбушина с 2 дворами, в 1764 72 жителя, в 1802 12 дворов. В 1873 здесь (деревня Жданки Горбунова или Вахренки) было дворов 22 и жителей 180, в 1905 18 и 73, в 1926 (Вахренки или Жданки Горбунова) 22 и 111, в 1950 25 и 107, в 1989 21 житель. Настоящее название утвердилось с 1939 года. Административно подчиняется Ленинскому району города Киров.

## Население
Постоянное население составляло 11 человек (русские 100%) в 2002 году, 12 в 2010.